# Левин, Кива Гершович
Кива Гершович (Гершевич) Ле́вин (1914—2009) — советский инженер, конструктор.

## Биография
Родился 15 (28 октября) 1914 года в Черкассах (ныне Украина) в семье жестянщика Герш-Лейба Нухимовича Левина, рабочего табачной фабрики. Мать, Хана Мееровна Левина, — домохозяйка. Окончил семилетку, учился в Черкасском ФЗУ и Винницком техникуме сахарной промышленности. В 1932—1934 работал слесарем в тресте «Мосводстрой».
В 1934—1939 студент МВТУ имени Н. Э. Баумана. После окончания работал там же: ассистент, с 1940 главный конструктор кафедры гусеничных машин. Во время войны — в эвакуации в Челябинске.
После войны перешел в Отдельное конструкторское бюро инженерного комитета Сухопутных войск Советской Армии на должность заместителя Главного конструктора. Участвовал в разработке гусеничной амфибии К-61, успешно испытанной в 1952 году, но наград не получил из-за развернувшейся в то время «борьбы с космополитизмом».
В 1953—2006 годах работал в КБТМ: конструктор, старший и главный конструктор, главный инженер проекта. Участвовал в разработке объектов ракетостроения и космонавтики.
Ушел на пенсию в возрасте 92 лет. Умер в ноябре 2009 года в Москве.

## Награды и премии
- Сталинская премия второй степени (1946) — за разработку конструкции новых механизмов управления танком
- два ордена Трудового Красного Знамени
- орден «Знак Почета»
- медали
- медаль «За заслуги перед космонавтикой»
- медаль имени К. Э. Циолковского
- медаль имени М. К. Янгеля
- медаль имени Ю. В. Кондратюка
- ветеран космонавтики России
- заслуженный создатель космической техники

Сыновья — Илья Кивович Левин (9.7.1944), инженер, математик, научный сотрудник (Институт проблем управления РАН); Борис Кивович Левин (15.1.1954), инженер-изобретатель.